# پرگناندیول
پرگناندیول (به انگلیسی: Pregnanediol) یک ترکیب شیمیایی با شناسه پاب‌کم ۲۱۹۸۳۳ است. پرگنان‌دیول یک متابولیت غیرفعال ناشی از پروژسترون است .